# Венансіо Рамос
Венансіо Аріель Рамос Вільянуева (ісп. Venancio Ariel Ramos Villanueva, нар. 20 червня 1959, Белья Уніон, Уругвай) — уругвайський футболіст, що грав на позиції півзахисника, нападника.
Виступав за національну збірну Уругваю.
Чотириразовий чемпіон Уругваю. Володар Кубка Лібертадорес. Володар Міжконтинентального кубка. У складі збірної — володар Кубка Америки.

## Клубна кар'єра
У дорослому футболі дебютував 1977 року виступами за команду клубу «Пеньяроль», в якій провів шість сезонів.
Згодом з 1984 по 1993 рік грав у складі команд клубів «Ланс», «Індепендьєнте» (Авельянеда), «Расінг» (Монтевідео), «Насьйональ» та «Дефенсор Спортінг».
Завершив професійну ігрову кар'єру у клубі «Ель Танке Сіслей», за команду якого виступав протягом 1994 року.

## Виступи за збірні
1977 року залучався до складу молодіжної збірної Уругваю.
1978 року дебютував в офіційних матчах у складі національної збірної Уругваю. Протягом кар'єри у національній команді, яка тривала 14 років, провів у формі головної команди країни 41 матч, забивши 5 голів.
У складі збірної був учасником розіграшу Кубка Америки 1979 року у різних країнах, розіграшу Кубка Америки 1983 року у різних країнах, здобувши того року титул континентального чемпіона, чемпіонату світу 1986 року у Мексиці.

## Досягнення
- Чемпіон Уругваю:

«Пеньяроль»: 1978, 1979, 1981, 1982
- Володар Кубка Лібертадорес:

«Пеньяроль»: 1982
- Володар Міжконтинентального кубка:

«Пеньяроль»: 1982
- Чемпіон Південної Америки (U-20): 1977
- Переможець Кубка Америки: 1983